# U 532
U 532 war ein deutsches U-Boot der Kriegsmarine vom Typ IX C/40, das im U-Boot-Krieg des Zweiten Weltkrieges durch die deutsche Kriegsmarine im Nordatlantik und im Indischen Ozean eingesetzt wurde.

## Bau und Technische Daten
Die Deutsche Werft AG in Hamburg-Finkenwerder wurde mit Kriegsbeginn damit beauftragt, U-Boote des Typs IX als Nachbauwerft der Deschimag AG Weser zu fertigen. U 532 gehörte zum vierten Bauauftrag, der von Seiten der Kriegsmarine an diese Werft erging. Die Deutsche Werft AG stellte bis Kriegsende 41 U-Boote dieses Typs fertig. Ein solches U-Boot war 76,8 m lang und verdrängte über Wasser 1.144 m³, getaucht 1.257 m³ Wasser. Zwei 2200 PS starke Diesel gewährleisteten eine Überwasserspitzengeschwindigkeit von 18,3 kn, das sind 33,9 km/h. Bei Unterwasserfahrt ermöglichten die zwei Elektromotoren eine Geschwindigkeit von 7,3 kn, was 13,5 km/h entspricht. U 532 lief am 11. September 1942 vom Stapel und wurde am 25. November 1942 von Korvettenkapitän Junker in Dienst gestellt. Als Bootswappen führte U 532 einen schwarzgekleideten Wasserträger mit gelben Hemd – ein Motiv, das auf das Hamburger Original Hans Hummel zurückging. Das ursprünglich am Turm angebrachte Schild wurde nach der ersten Unternehmung gegen eine Maling ausgetauscht.

## Geschichte
Das Boot gehörte bis zum 31. März 1943 als Ausbildungsboot zur 4. U-Flottille und war in Kiel stationiert. Ab dem 1. April war U 532 als Frontboot der 2. U-Flottille in Lorient zugeteilt. In dieser Zeit operierte das Boot zum Teil im Indischen Ozean. Vom 1. Oktober 1944 bis Kriegsende gehörte das Boot schließlich der in Flensburg stationierten 33. U-Flottille an, die aufgestellt worden war, nachdem die Stützpunkte der Kriegsmarine an der nordfranzösischen Atlantikküste geräumt werden mussten.

### U-BootgruppeStar
Am 25. März 1943 brach Korvettenkapitän Junker von Kiel aus mit U 532 zu seiner ersten Feindfahrt mit diesem Boot auf. Als Operationsgebiet war das Seegebiet östlich von Grönland vorgesehen. U 532 wurde der U-Bootgruppe Star zugeteilt, die nach Maßgabe der von Karl Dönitz entwickelten Rudeltaktik das Gefecht mit alliierten Geleitzügen suchen sollte. Im Mai griffen die deutschen U-Boote den Geleitzug ONS 5 an, der sich mit 42 Handelsschiffen, die von sieben Geleitschiffen gesichert wurden, auf dem Weg von den britischen Inseln nach Nordamerika befand. U 532 wurde im Zuge dieses Angriffs von Geleitschiffen des Konvois entdeckt, 15 Stunden lang verfolgt und mehrmals mit Wasserbomben angegriffen. Das Boot erreichte seinen neuen Stützpunkt Lorient an der nordfranzösischen Atlantikküste am 15. Mai 1943.

### U-BootgruppeMonsun

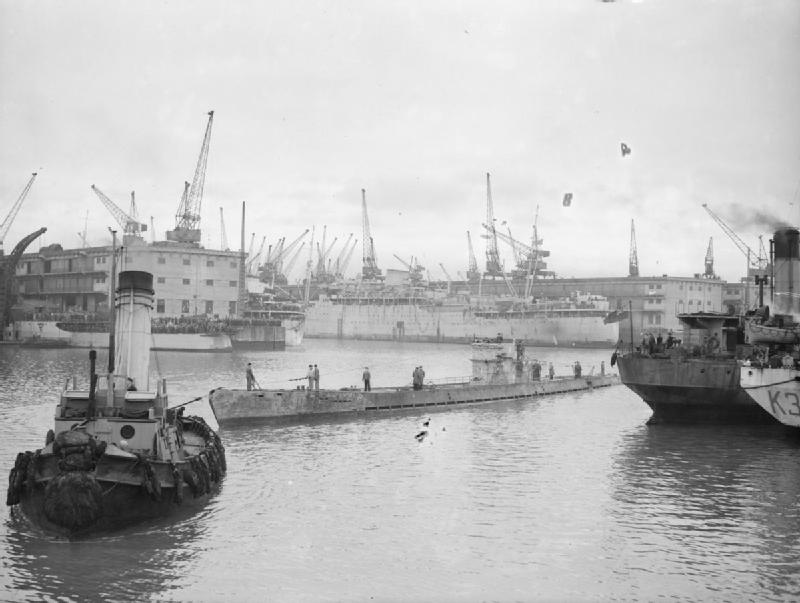
U 532 an den Docks von Liverpool

Im Sommer 1943 wurde das Boot der Gruppe Monsun zugeteilt, die in südostasiatischen Seegebieten von japanisch besetzen Stützpunkten aus operierte. U 532 verließ Lorient am 3. August und erreichte seinen neuen Stützpunkt Penang am 30. Oktober. Bei dieser Unternehmung versenkte Junker vier Schiffe und beschädigte ein weiteres. Von Penang aus unternahm er eine weitere Feindfahrt und verlegte anschließend das Boot zunächst nach Singapur, dann nach Batavia, wo U 532 im Dezember 1944 eintraf. Das Boot lief am 13. Januar 1945 von Batavia zu seiner vierten Unternehmung aus und erreichte im Mai wieder europäische Gewässer.

### Untergang
Korvettenkapitän Junker brachte U 532 am 10. Mai 1945 zum schottischen Fjord Loch Eriboll. Das Boot wurde von hier zunächst nach Liverpool und später zum Loch Ryan verbracht. Von dort aus wurde U 532 Anfang Dezember von HMS Masterful auf die Position 56° 8′ N, 10° 7′ W geschleppt und durch das britische U-Boot HMS Tantivy mit einem Torpedo versenkt.